# Izvoarele (gmina w okręgu Tulcza)
Izvoarele – gmina w Rumunii, w okręgu Tulcza. Obejmuje miejscowości Alba, Iulia i Izvoarele. W 2011 roku liczyła 2049 mieszkańców. 